# Compte enrere (pel·lícula de 2019)
Compte enrere (títol original en anglès, Countdown) és una pel·lícula de terror sobrenatural estatunidenca del 2019 dirigida i escrita per Justin Dec, i protagonitzada per Elizabeth Lail, Jordan Calloway, Talitha Bateman, Tichina Arnold, P.J. Byrne, Peter Facinelli, Anne Winters i Tom Segura. La trama segueix un grup de persones que descobreixen una aplicació mòbil que indica correctament als seus usuaris quan es moriran. S'ha doblat al català.
Compte enrere es va estrenar als Estats Units el 25 d'octubre de 2019. Va rebre crítiques negatives, però va recaptar 48 milions de dòlars a tot el món per un pressupost de 6,5 milions, cosa que la va convertir en un èxit comercial.